# Скрученіжкальні
Скрученіжкальні (Funariales) — порядок, що включає 356 видів, 26 родів і 7 родин.
1. Gigaspermaceae 2. Funariaceae
3. Disceliaceae 4. Oedipodiacea
5. Splachaceae 6. Ephemeraceae
7. Splachnobryaceae
Членами є дрібні однорічні чи дворічні наземні мохи.
Родина Disceliaceae та її єдиний вид, Discelium nudum, раніше розміщувалися в цьому порядку, але тепер поміщені у свій власний порядок, Disceliales.